# Zaʿalūk
El zaaluk (en árabe زَعْلُوك zaʿalūk, en bereber ⵣⴰⵄⵍⵓⴽ) es un plato frío tradicional de la gastronomía de Marruecos que consiste en berenjenas asadas o fritas con tomates, ajos, pimiento, y aceite de oliva, todo ello hecho puré, se sirve como aperitivo o guarnición a modo de ensalada. El plato se ha extendido a Argelia y Túnez, de manera que se considera un plato representativo de la cocina magrebí.
La condimentación puede variar según el lugar o la costumbre familiar, pero lo más típico es agregar jugo de limón (para que no se oxide la berenjena), limones encurtidos, cilantro o perejil fresco, comino, pimentón, pimienta blanca.
El zaʿalūk es uno de los entrantes marroquíes más populares y es poéticamente denominado «caviar de berenjenas».